# Crucea pentru Distincție în Zbor (Statele Unite ale Americii)

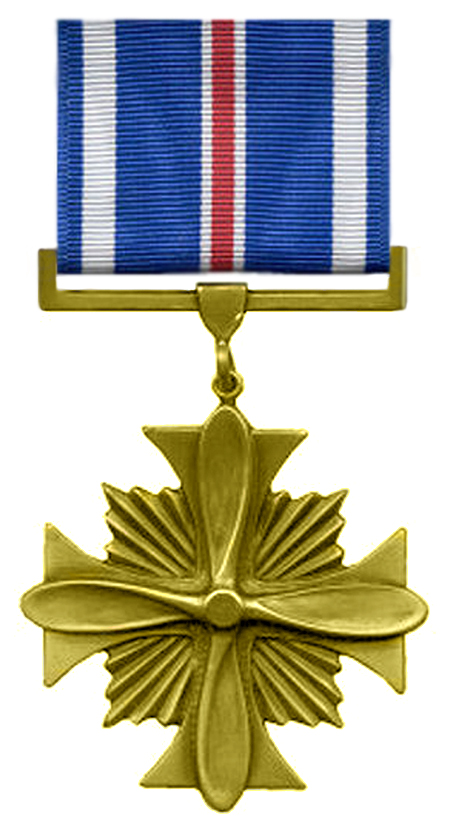
Crucea pentru Distincţie în Zbor
- medalie militară a SUA -

Crucea pentru Distincție în Zbor este o medalie militară americană care se atribuie acelor ofițeri sau membri înrolați în forțele armate ale Statelor Unite ale Americii care s-au distins în operațiunile militare prin "eroism sau realizări extraordinare în timpul participării la o luptă aeriană, după data de 11 noiembrie 1918". Decorația se poate acorda și pentru acte petrecute înainte de această dată, persoanelor recomandate pentru această distincție, dar care nu au primit 
Medalia de Onoare, Crucea pentru Distincție în Serviciu, Crucea Marinei, Crucea Forțelor Aeriene sau Medalia pentru Distincție în Serviciu.

## Istoric
Medalia Crucea pentru Distincție în Zbor a fost înființată printr-un act al Congresului Statelor Unite la data de 2 iulie 1926, act amendat prin Ordinul Executiv nr. 7786 din 8 ianuarie 1938. Primele persoane decorate cu această distincție au fost Herbert Dargue și Charles Lindbergh.
Charles Lindbergh a primit decorația de la președintele Calvin Coolidge la 11 iunie 1927 pentru traversarea  Oceanului Atlantic cu avionul.
Richard E. Byrd a primit decorația  pentru zborul la și de la Polul Nord 9 mai 1926.

## Design
Modelul medaliei a fost creat de Elizabeth Will și Arthur E. DuBois. Este o cruce de bronz cu raze între brațele crucii. Pe aversul medaliei, suprapusă pe cruce, se află o elice cu patru palete, iar în unghiurile intrante ale crucii sunt dispuse raze care formează un pătrat. Crucea este suspendată de bara de jos a unui cadru metalic rectangular, pe care este centrată, pe bara de sus, o bandă de pânză. Reversul medaliei este alb, permițând gravarea numelui și gradului primitorului.
Banda de pânză are o dungă verticală roșie în centru, flancată lateral de câte o dungă albă subțire, urmând spre lateral câte o fâșie lată de culoare albastru închis, o dungă albă subțire și o dungă îngustă de culoare albastru închis pe margini.
Gradele superioare ale Crucii pentru Distincție în Zbor sunt indicate prin mănunchiuri de frunze de stajar, pentru personalul din armată sau aviație, și prin steluțe, pentru personalul din marină sau paza de coastă.